# سك على إخواتك (مسلسل)
سك على إخواتك مسلسل تلفزيوني مصري دراما ،المسلسل من بطولة علي ربيع ، صلاح عبد الله ، سلوى خطاب ،هنا الزاهد ،كريم عفيفي. تأليف كريم فهمي ، إخراج وائل أحسان ، إنتاج سيدرز آرت برودكشن (صباح إخوان) صادق الصباح .

## القصة
يجسد علي ربيع دور شاب صعيدي يدعى «سعادة» يعمل داخل إحدى الوحدات البيطرية بقرية بالصعيد تدعى (ميت شلن) ،وفجأة يعلم أن والده مازال على قيد الحياة بعد أن يرى صورته منشورة في إحدى الصحف عن طريق والدته سلوى خطاب ، التي تخبره بذلك، حتى يتبين أن الفنان الكبير صلاح عبد الله «والده» هو أحد كبار رجال الأعمال.

## طاقم العمل
- علي ربيع (سعاده) (سويلم)
- صلاح عبد الله
- سلوى خطاب (غضبانه)
- كريم عفيفي (بعباكي)
- هنا الزاهد (دنيا)
- ميرنا نور الدين (جميلة)
- صبري فواز
- سهر الصايغ (ياسمين)
- هادي الجيار
- جيسي عبدو (زينه)
- ريم عبد القادر (چود)
- محمد عبد الرحمن
- اسلام جمال
- حمادة صميدة